# Flero
Flero (lombardul: Flér) település Olaszországban, Lombardia régióban, Brescia megyében. Lakosainak száma 8698 fő (2023. január 1.). Flero Brescia, Capriano del Colle, Poncarale, San Zeno Naviglio és Castel Mella községekkel határos.

## Népesség
A település lakossága az elmúlt években az alábbi módon változott:
| Lakosok száma | 8810 | 8878 | 8698 |
|               | 2017 | 2018 | 2023 |